# ألونسو فيريرا دي ماتوس
ألونسو فيريرا دي ماتوس (بالبرتغالية: Alonso Ferreira de Matos‏) هو لاعب كرة قدم برازيلي في مركز الدفاع، ولد في 11 أغسطس 1980 في مونتيس كلاروس في البرازيل. لعب مع نادي فلومينينسي ونادي كروزيرو ونادي كريسيوما ونادي ماريتيمو وناسيونال ماديرا.

## وصلات خارجية
- ألونسو فيريرا دي ماتوس على موقع قاعدة بيانات كرة القدم.إي يو (الإنجليزية)